# Alaksandr Karszakiewicz
Alaksandr Uładzimirowicz Karszakiewicz (biał. Аляксандр Уладзіміравіч Каршакевіч; ur. 6 kwietnia 1959 w Oszmianie) – radziecki piłkarz ręczny. Dwukrotny medalista olimpijski.

## Kariera sportowa
W reprezentacji Związku Radzieckiego  występował przez ponad dekadę. Oprócz dwóch medali igrzysk olimpijskich – złota w 1988 i srebra w 1980 – sięgnął po złoto mistrzostw świata w 1982 oraz srebro w 1990. Był mistrzem ZSRR (1981, 1983–1984, 1987–1989).